# Kraczewice Prywatne
Kraczewice Prywatne – wieś w Polsce położona w województwie lubelskim, w powiecie opolskim, w gminie Poniatowa.
W latach 1975–1998 miejscowość administracyjnie należała do ówczesnego województwa lubelskiego.
Wieś stanowi sołectwo w gminie Poniatowa. Według Narodowego Spisu Powszechnego z roku 2011 wieś liczyła 732 mieszkańców.

## Położenie
Kraczewice leżą w zachodniej części Wyżyny Lubelskiej, w odległości 37 km od centrum Lublina (ok. 26 km od jego granic) i 2 km od centrum Poniatowej (0,8 km od granic miasta). Przebiega tu granica dwóch regionów geograficzno-krajobrazowych: Równiny Bełżyckiej i Kotliny Chodelskiej. Przez wieś płynie struga Kraczewianka – lewy główny dopływ Poniatówki.

## Historia
Pierwotna nazwa wsi brzmiała Pankracowice – pierwsza pisana wzmianka o niej pochodzi z 1416 roku, kiedy to właścicielem był Dobko (Dobiesław) z Pankracowic. Był on podsędkiem lubelskim, zmarł w 1429 r. Kolejni przedstawiciele rodu również posiadali urzędy sądowe: w latach 1477–1478 Dobiesław (może syn Dobiesława zmarłego w 1429?) był sędzią wojewody lubelskiego, a następnie komornikiem ziemskim (1479-1503).
W 1480 r. Jan Długosz wymienił Kraczewice w swojej kronice. Była to rozwinięta gospodarczo wieś. W 1448 roku została lokowana na prawie niemieckim, miała stawy i młyny. Kolejnymi właścicielami wsi byli Rawitowie, Wronowscy z Wronowa herbu Topór, Grabiankowie, Mysłowscy i inni.

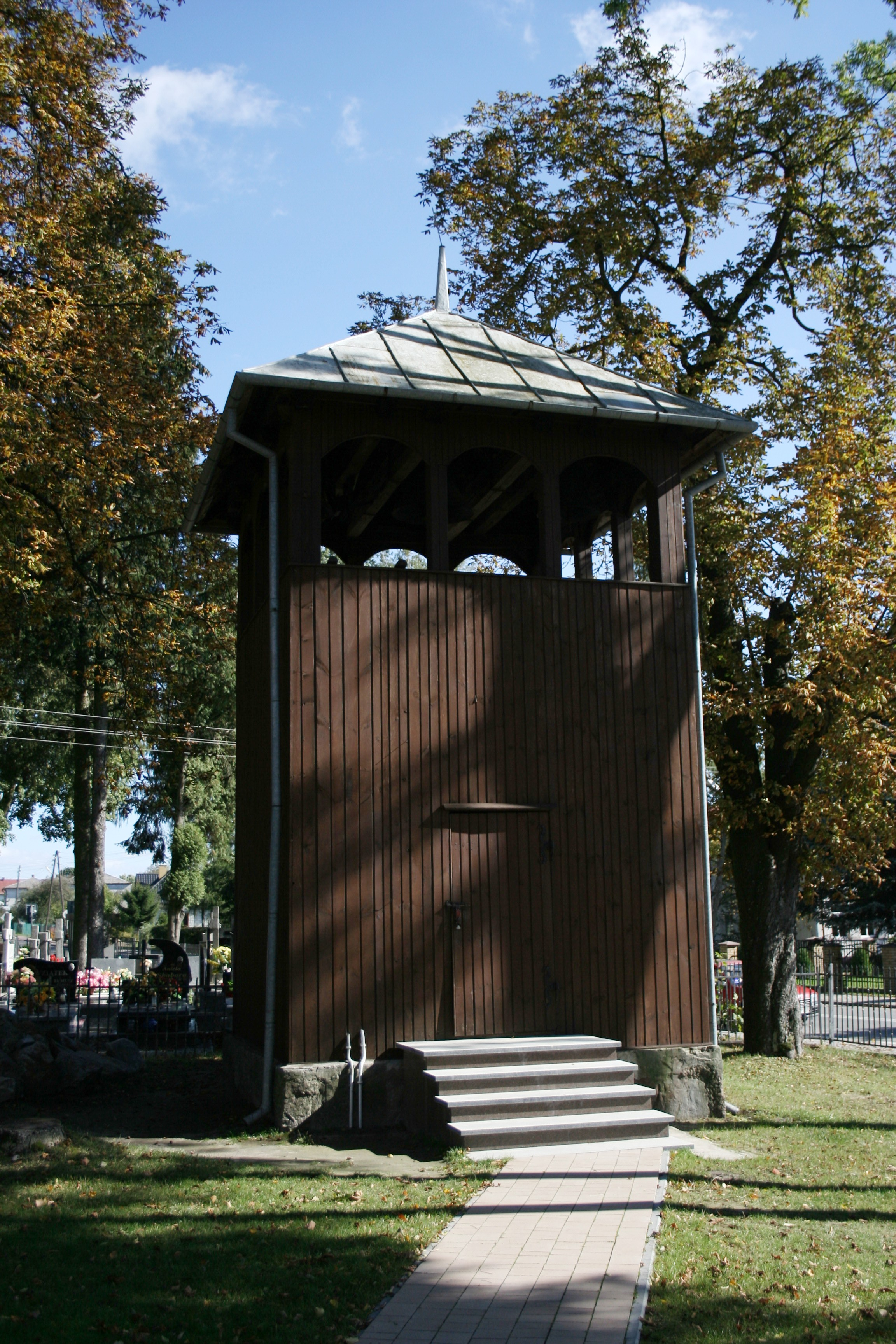
Dzwonnica

W XIX w. wieś pisana już Kraczewice przeszła na własność rodziny przemysłowców z Lublina, Gerliczów. Gerliczowie wybudowali tu pałac, siedzibę rodu, istniejący do dziś.

## Zabytki
Według rejestru zabytków NID na listę zabytków wpisane są obiekty:
- kościół pw. Najświętszego Serca Pana Jezusa, dzwonnica i cmentarz kościelny, nr rej.: A/710 z 21.04.1976,
- zespół pałacowy z 1913 r., nr rej.: A/705 z 23.01.1976: pałac i park.

Zespół pałacowy
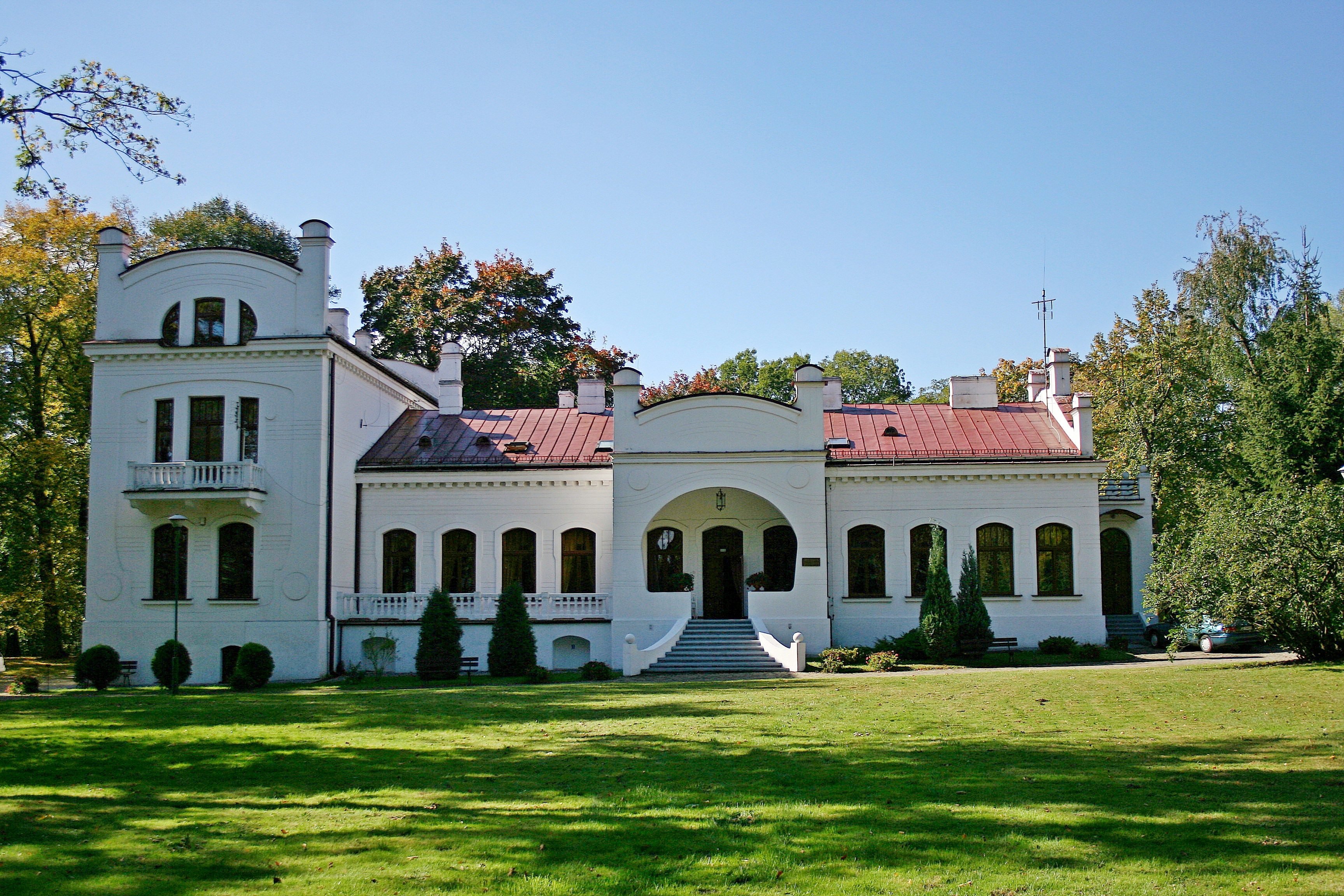
Widok od frontu
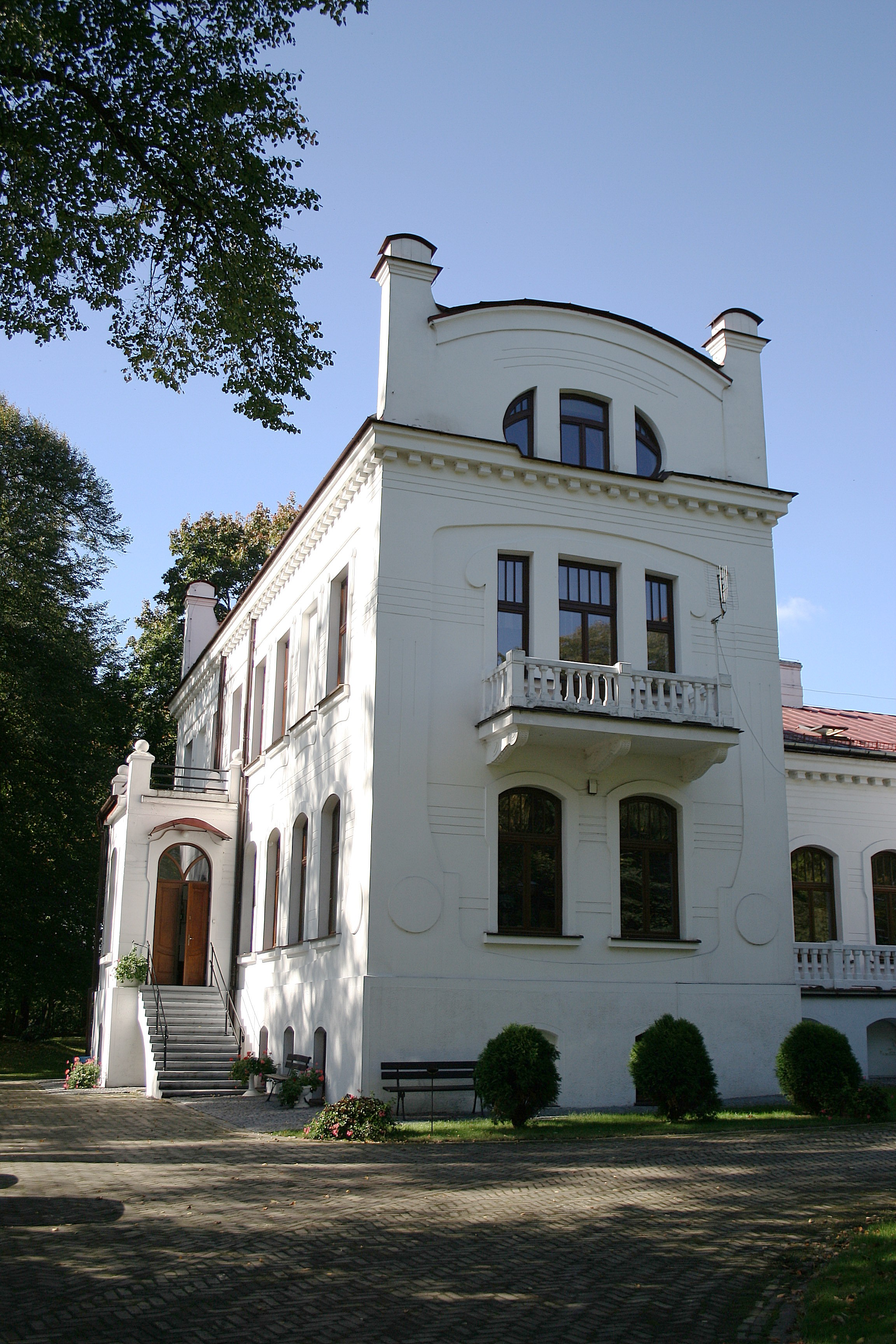
Skrzydło pałacu
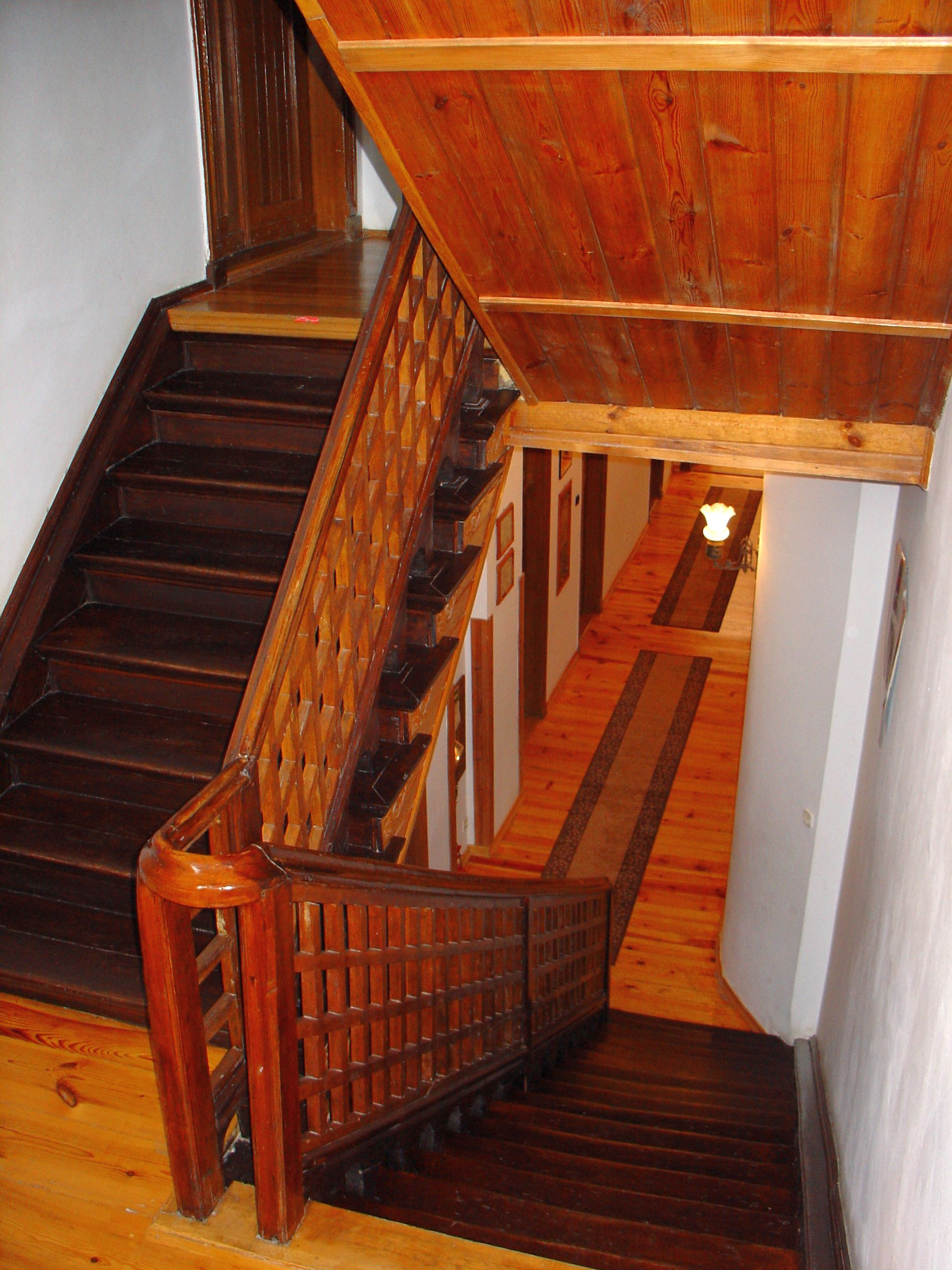
Klatka schodowa
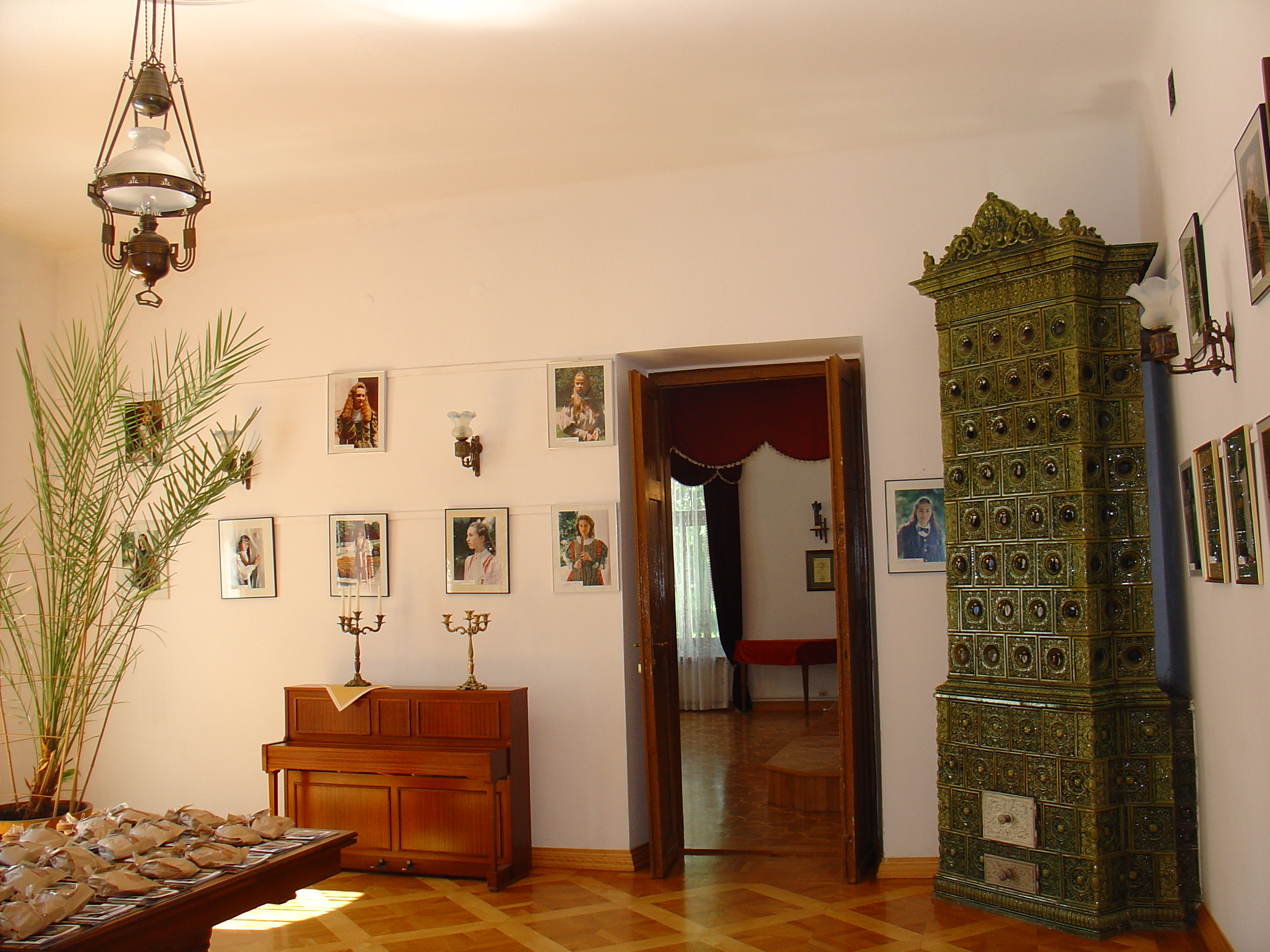
Salon z piecem kaflowym